# Сельмаш (футбольный клуб, Харьков)
«Сельмаш» — советский футбольный клуб из Харькова. Основан в 1910 году. Последнее упоминание в 1946 году[прояснить] — игры в Кубке УССР и третьей группе чемпионата СССР.  В 1941 году[прояснить] объединился с «Динамо» (Харьков), образовав клуб «Спартак» (Харьков).

## Названия
- «М. Гельферих Саде» — с 1910 по 1919 годы;
- «Серп и Молот» — с 1920 по 1936 годы;
- «Сельмаш» — с 1937 года.

## Достижения
- в высшей лиге — 15 место (1938 год группа «А»);
- в кубке СССР — поражение в 1/4 финала (1936 год).

## Известные игроки
- Буянов, Пётр Кузьмич[1][нет в источнике]
- Копейко, Сергей Григорьевич (1907—?) — член сборной СССР по футболу.
- Фоменко Борис Филиппович (1914—1979) — вратарь.